# Trans-エポキシコハク酸ヒドロラーゼ
trans-エポキシコハク酸ヒドロラーゼ(trans-epoxysuccinate hydrolase、EC 3.3.2.4)は、以下の化学反応を触媒する酵素である。
trans-エポキシコハク酸 + 水{\displaystyle \rightleftharpoons }メソ酒石酸
従って、この酵素の基質はtrans-エポキシコハク酸と水の2つ、生成物はメソ酒石酸のみである。
この酵素は加水分解酵素、特にエーテル結合に作用するエーテル加水分解酵素に分類される。系統名は、trans-2,3-エポキシコハク酸ヒドロラーゼである。この酵素は、リモネンやピネンの分解に関与している。この酵素は、グリオキシル酸やジカルボン酸の代謝に関与している。